# 코에이 테크모
주식회사 코에이 테크모 홀딩스(일본어: 株式会社コーエーテクモホールディングス, 영어: KOEI TECMO HOLDINGS CO., LTD.)는 일본의 지주회사로, 코에이 테크모 게임스 등의 산하회사가 있다.

## 그룹 회사
- 코에이 테크모 게임스
  - 코에이 테크모 싱가포르
  - 코에이 테크모 톈진
  - 코에이 테크모 베이징
  - 코에이 테크모 소프트웨어 베트남
- 코웨이 테크모 웨이브
- 코웨이 테크모 넷
- CWS Brains
- 코에이 테크모 캐피탈
- 코에이 테크모 리브
- 코에이 테크모 음악
- 코에이 테크모 아드